# Nguri (queijo)
Nguri (chinês simplificado: 牛乳, pinyin: niurŭ; lit. "leite de vaca") é um queijo de leite de vaca, de consistência macia, feito na província de Fujian, na China.
É feito em formato esférico com tamanho aproximado de uma bolinha de tênis de mesa e tem uma consistência bastante macia. Feito pela mistura de leite de vaca e vinagre, e marinado em salmoura. Servido como condimento com uma espécie de sopa de arroz. Apenas uma pequena quantidade de Nguri serve para muitos pratos de sopa, por ser muito salgado.